# University of Warwick
University of Warwick er et universitet grundlagt i 1965 i byen Coventry i England.
Universitetets main campus ligger i udkanten af Coventry - omtrent 5,5 kilometer fra byens centrum - og dermed et godt stykke væk fra selve byen Warwick. Det består af fire fakulteter - Faculty of Arts, Faculty of Medicine, Faculty of Science og Faculty of Social Sciences - og udbyder akademiske grader fra bachelor- til Ph.d.-niveau, inklusive MBA-ledelsesuddannelser.

## Historie
Idéen til et universitet i Coventry opstod kort efter 2. verdenskrig, hvor store dele af byen var blevet ødelagt under blitzen. Universitetet åbnede dørene 20 år efter krigens afslutning - i 1965 - med 450 bachelorstuderende. Ved stiftelsen rådede universitetet over et landareal på 1.6 km2, hvilket siden er vokset til 2.9 km2 gennem private donationer og opkøb af omkringliggende land.
Helt fra begyndelsen har University of Warwick været kendt som en meget politisk universitet, både blandt studerende og akademikere. I de tidlige år var det særligt forbundet med den radikale venstrefløj, hvilket blandt andet kom til udtryk ved den marxistiske historiker E.P. Thompson, der forlod sin stilling ved Warwick efter at have kritiseret det som et eksempel på en nyliberal, markedsdomineret uddannelsesinstiution i bogen Warwick University Ltd. Tilsvarende blev der i 1984 kastet æg efter Margaret Thatcher, da hun gæstede universitetet.
I 1990erne benyttede New Labour-bevægelsen flittigt Warwick som eksempel på et succesrigt reformuniversitet, der evnede at søge om både offentlige og private midler. Efter invitation fra Tony Blair holdt Bill Clinton derfor sin sidste udenrigstale som amerikansk præsident på universitetet i december 2000, i hvilken han fokuserede på globalt at udvide adgang til uddannelse.

## Omdømme
University of Warwick regnes blandt de førende universiteter i Storbritannien og blev således kåret som det bedste universitet under 50 år i Europa af QS World University Rankings i 2013 og som årets universitet i Storbritannien af avisen The Times i 2015. Fagene matematik, politologi og økonomi er ifølge rankings fra The Guardian og The Times kendt som værende særligt gode på Warwick. Adgangskravene er høje, og i 2014 var optagelsesraten omtrent én ud af ni ansøgere.

## Kendte personer tilknyttet universitetet

### Forskere og undervisere
- John Cornforth (1917-2013) – modtager af Nobelprisen i kemi (1975) for sit arbejde med stereokemi i enzymkatalyserede reaktioner.
- E.P. Thompson (1924-1993) – britisk historiker
- Germaine Greer (1939-) – feministisk tænker
- Nicholas Stern (1946-) – cheføkonom for Verdensbanken 2000-2003
- Ben Rosamond (1962) – professor ved Institut for Statskundskab, Københavns Universitet
- Martin Hairer (1975-) – økonomiprofessor, vinder af Fieldsmedajlen (2014)

### Alumner
- Yakubu Gowon (1934-) – nigeriansk statsoverhoved 1966-1975
- Tom Wheeler (1946-) – medstifter af Lonely Planet
- David Davis (1948-) – britisk minister for Brexit 2016-
- Oliver Hart (1948-) – økonomiprofessor, modtager af Nobelprisen i Økonomi (2016)
- Sting (1951-) – musiker, forsanger i The Police
- Gus O'Donnell (1952-) – departementschef i den britiske statsforvaltning 2005-2011
- Valerie Amos (1954-) – leder af FN's kontor for nødhjælpskoordination (OCHA) 2010-2015
- Ralf Speth (1955-) – CEO Jaguar Land Rover 2010-
- Linda Jackson (1959-) – CEO Citröen 2014-
- Bernardo Hees (1960-) – CEO Heinz 2013-
- Andy Haldane (1967-) – cheføkonom for Bank of England 2014-
- Guoni Th. Jóhanneson (1968-) – islandsk præsident 2016-
- Lars Gert Lose (1969-) – dansk ambassadør i USA 2015-
- Stephen Merchant (1974-) – britisk komiker, medforfatter til tv-serien The Office